# Tethina
Tethina är ett släkte av tvåvingar. Enligt Catalogue of Life ingår Tethina i familjen Canacidae, men enligt Dyntaxa är tillhörigheten istället familjen dynflugor.

## Dottertaxa tillTethina, i alfabetisk ordning[1][2]
- Tethina acrostichalis
- Tethina albitarsa
- Tethina alboguttata
- Tethina albosetulosa
- Tethina albula
- Tethina amphitrite
- Tethina angustifrons
- Tethina angustipennis
- Tethina brasiliensis
- Tethina callosirostris
- Tethina canzonerii
- Tethina carioca
- Tethina cinerea
- Tethina cohiba
- Tethina czernyi
- Tethina dubiosa
- Tethina dunae
- Tethina ferruginea
- Tethina flavigenes
- Tethina flavoidea
- Tethina gatti
- Tethina gobii
- Tethina grisea
- Tethina grossipes
- Tethina guttata
- Tethina heringi
- Tethina hirsuta
- Tethina histrica
- Tethina horripilans
- Tethina illota
- Tethina incisuralis
- Tethina inopinata
- Tethina insulans
- Tethina intermedia
- Tethina karatasensis
- Tethina lisae
- Tethina litocola
- Tethina longilabella
- Tethina longirostris
- Tethina lusitanica
- Tethina luteosetosa
- Tethina mariae
- Tethina marmorata
- Tethina melitensis
- Tethina merzi
- Tethina milichioides
- Tethina mima
- Tethina minoia
- Tethina minutissima
- Tethina multipilosa
- Tethina munarii
- Tethina nigripes
- Tethina nigriseta
- Tethina nigrofemorata
- Tethina ochracea
- Tethina omanensis
- Tethina orientalis
- Tethina pallidiseta
- Tethina pallipes
- Tethina parvula
- Tethina penita
- Tethina pictipennis
- Tethina pleuralis
- Tethina prognatha
- Tethina robusta
- Tethina saigusai
- Tethina salinicola
- Tethina sasakawai
- Tethina seriata
- Tethina shalom
- Tethina simplex
- Tethina soikai
- Tethina spinigera
- Tethina spinulosa
- Tethina stobaeana
- Tethina strobliana
- Tethina stukei
- Tethina subpunctata
- Tethina tamaricis
- Tethina tethys
- Tethina thula
- Tethina tschirnhausi
- Tethina variseta
- Tethina xanthopoda
- Tethina yaromi
- Tethina yemenensis